# Phanotea simoni
Espèce
Phanotea simoni est une espèce d'araignées aranéomorphes de la famille des Zoropsidae.

## Distribution
Cette espèce est endémique du KwaZulu-Natal en Afrique du Sud,.

## Publication originale
- Lawrence, 1951 : The cave-living spiders of the South African genus Phanotea Simon (Agelenidae). Revue de Zoologie et de Botanique Africaines, vol. 45, p. 49-54.